# Louis Dartige du Fournet
Pour les articles homonymes, voir Fournet.
Louis René Charles Marie Dartige du Fournet, né à Putanges dans l'Orne le 2 mars 1856 et mort à Périgueux en Dordogne le 16 février 1940, est un officier de marine français. Il termine sa carrière avec le grade de vice-amiral.

## Famille
La famille Dartige du Fournet est une famille subsistante de l'ancienne bourgeoisie française, originaire de Felletin, dans l'actuel département de la Creuse. L'auteur de la famille est François Dartige (1600-1674), bourgeois et maître de poste à Felletin. C'est au XIXe siècle que la famille Dartige relève le nom de "du Fournet", patronyme d'une famille d'ancienne noblesse dont certains membres furent proches de Du Guesclin, aujourd'hui éteinte. La famille Dartige du Fournet détient encore le château du Fournet, à Saint-Judoce.

## Biographie
Le vice-amiral Dartige du Fournet est né Louis Dartige, mais son père, Louis Auguste Dartige (receveur de l'enregistrement et des Domaines), est autorisé par décret présidentiel, en 1877, à ajouter du Fournet au nom de famille, relevant le nom porté par l'une de ses aïeules maternelles et rappelant le château du Fournet à Saint-Judoce, en Côtes-du-Nord (aujourd'hui Côtes-d'Armor) où vivait son père (le château abrite toujours un portrait du vice-amiral Dartige du Fournet) ; sa mère était Sidonie Olympe Mourin d'Arfeuille. Il se maria avec Marie Vauquelin de la Rivière puis avec Edmée de la Borie de la Batut.
Il entre en 1872 à l'École navale, dont il sort major. Le 13 juillet 1893, sous les ordres du capitaine de frégate Bory, commandant l'aviso L'Inconstant, le lieutenant de vaisseau Louis Dartige, commandant la canonnière Comète, force la passe de Ménam (fort Paknam) pour dégager le port de Bangkok. Ce fait d'armes contribue à l'attribution à la France de la rive gauche du Mékong (le Laos) par le Siam (actuelle Thaïlande). Louis Dartige devient ensuite second sur le croiseur-cuirassé Pothuau, puis il commande le croiseur Surcouf de l'escadre du Nord. 
En 1909, il est nommé contre-amiral. Durant la guerre des Balkans (1912-1913), il est à la tête de la flotte française de Méditerranée, et il est nommé vice-amiral. Lors de la Première Guerre mondiale, en février 1915, il est nommé à la tête de la troisième escadre française qui vient d'être créée. Basée à Port-Saïd (Egypte), cette escadre est chargée de faire appliquer le blocus des côtes ottomanes décrété en août 1915. L'amiral Dartige du Fournet est alors le principal instigateur du développement de la stratégie insulaire française en Méditerranée orientale : dans le cadre de la lutte contre l'empire ottoman, la marine française prend possession des îles de Rouad en septembre 1915 et de Castellorizo (décembre 1915). Elle y installe des centres de renseignement particulièrement actifs durant tout le conflit.

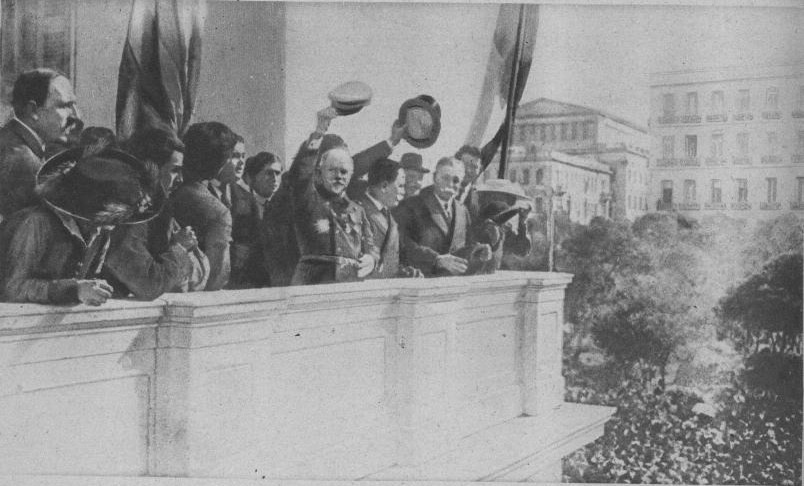
En 1916 au Pirée publié dans Le Miroir.

Le 5 septembre 1915, les Arméniens retranchés sur le Musa Dagh (ou « Mont-Moïse ») pour résister au génocide entrepris par les Turcs réussissent à attirer l’attention du croiseur Guichen, au nord de la baie d’Antioche, avec un drap blanc marqué d’une croix rouge. L’amiral Dartige du Fournet sollicite des instructions auprès de l’état-major. Sans réponse précise, c’est finalement sous sa responsabilité que, les 12 et 13 septembre, 4 080 Arméniens sont embarqués sur la Foudre, le D'Estrées, le Guichen, l’Amiral Charner et le Desaix. Les marins français de la 3e escadre donnent le meilleur d’eux-mêmes pour réussir cette évacuation, sur Port-Saïd, en Égypte, où les rescapés sont accueillis, gardant toutefois le nom de Mussalertsi (enfants du mont Mussa). Dartige du Fournet prend par la suite le commandement en chef des flottes alliées d'Orient qui vont agir dans le Bosphore.
Il est démis de ses fonctions par le ministre de la Marine, Lucien Lacaze, à la suite de l'embuscade dans laquelle tombent les soldats alliés à Athènes en décembre 1916,. Il cherche à réintégrer l'armée de terre durant les derniers mois de la Première Guerre mondiale, avant d'être réhabilité.
Il se marie et se retire à Périgueux dans sa villa Paknam. Il est enterré à Saint-Chamassy (Dordogne).

## Publications

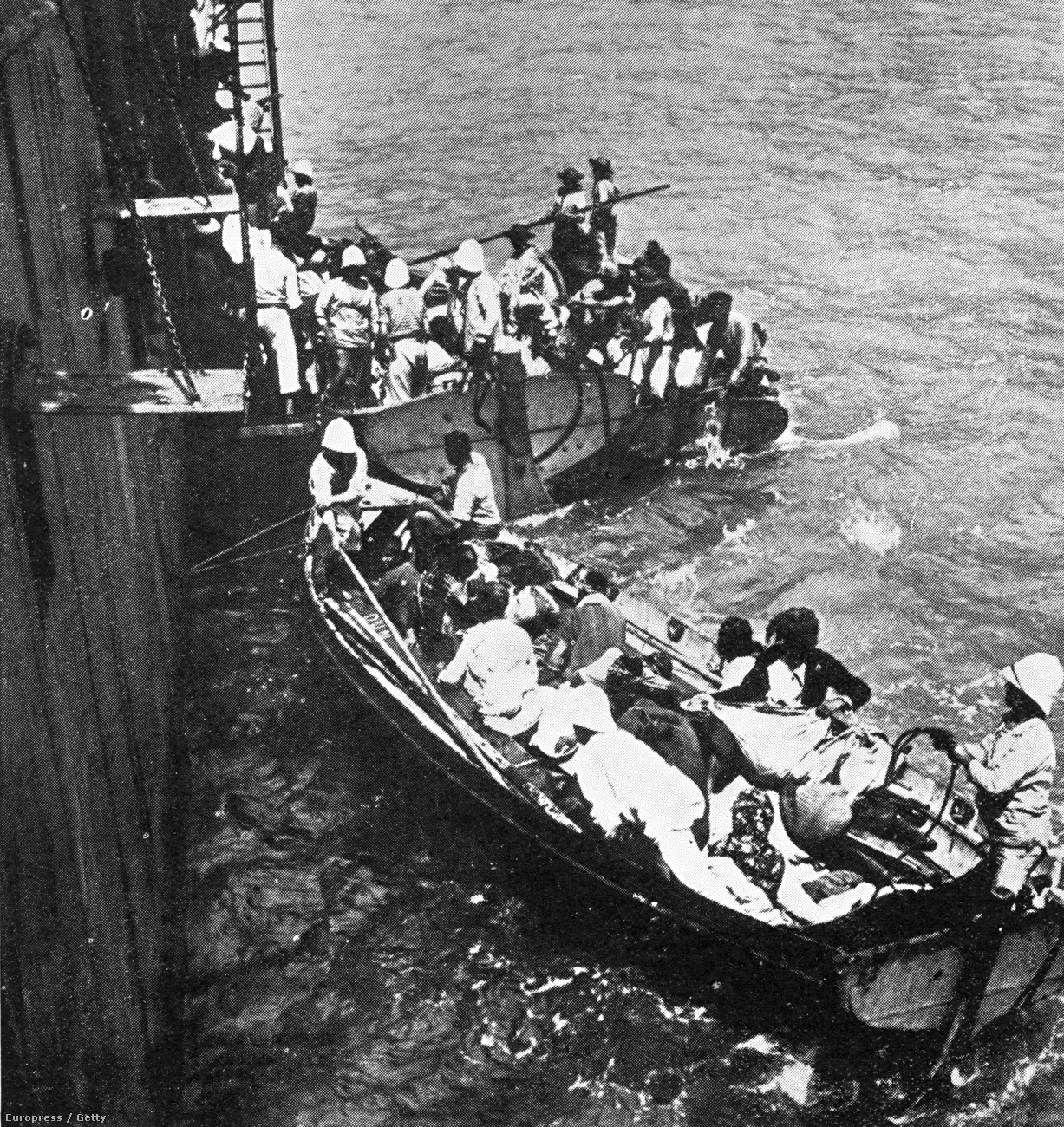
L'embarquement des réfugiés arméniens du mont Musa Dagh sur un navire de guerre en septembre 1915.

- Instructions nautiques sur les mers de Chine. Introduction. Navigation générale. Collationnées par le service des instructions nautiques au Dépôt de la marine, 3 vol., Paris, Imprimerie nationale, 1883-1884
- Journal d'un commandant de la Comète : Chine, Siam, Japon (1892-1893), Paris, Plon-Nourrit, 1897, https://gallica.bnf.fr/ark:/12148/bpt6k56085880.pdf Texte en ligne]

- Prix Auguste-Furtado de l’Académie française
- Petite Mousmé, Paris : Plon-Nourrit, 1907. Réédition : Paris, Pondichéry, Éditions Kailash, 2009

- Souvenirs de guerre d'un amiral, 1914-1916, Paris, Plon-Nourrit, 1920
- Heures lointaines. Souvenirs d'un marin, Paris, Plon, 1928
- À travers les mers. Souvenirs d'un marin, Paris, Plon, 1929
- Portraits de Famille. Souvenirs intimes, Périgueux, imprimerie Ribes, 14 rue Antoine-Gadaud, 1938

## Promotions
- Élève sur le Borda le 18 octobre 1872,
- Aspirant de 2e classe le 1er août 1874,
- Aspirant de 1re classe le 9 octobre 1873,
- Enseigne de vaisseau le 29 juin 1872,
- Lieutenant de vaisseau le 27 janvier 1883, à bord de l'aviso Bouvet,
- Capitaine de frégate en 1897, à bord du croiseur Pothuau,
- Contre-amiral en 1909, préfet maritime à Bizerte,

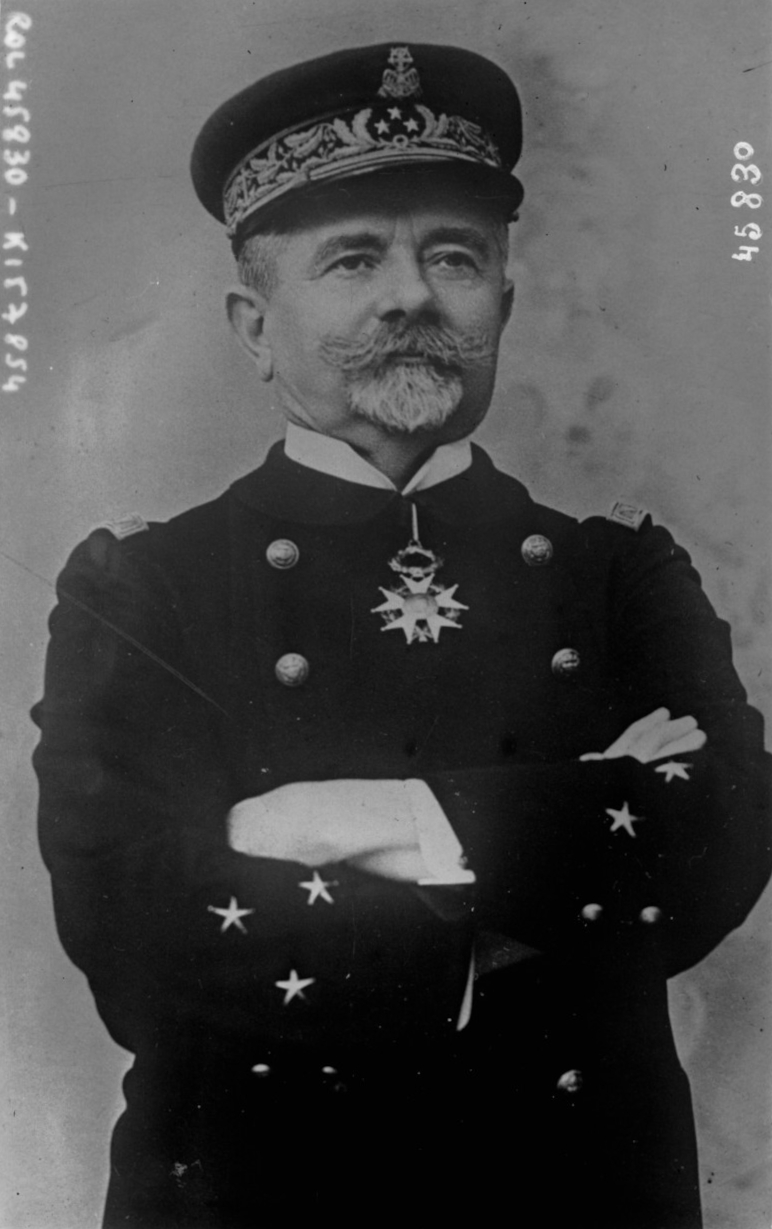
Louis Dartige du Fournet en 1915, Agence Rol.

- Vice-amiral en 1913.

## Décorations
- Grand officier de la Légion d'honneur, le 8 janvier 1916[9] ;
  -  Commandeur de la Légion d'honneur, le 10 juillet 1913 ;
  -  Officier de la Légion d'honneur le 31 août 1897 de la main du président de la République à Dunkerque ;
  -  Chevalier de la Légion d'honneur, le 28 décembre 1885 ;
- Croix de guerre 1914–1918, palme de bronze[9] ;
- Croix du combattant ;
- Médaille interalliée de la Victoire ;
- Médaille commémorative de la guerre 1914–1918 ;
- Ordre du Bain (Royaume-Uni) (1916)[7].

### Sources et bibliographie
- Michel Vergé-Franceschi (dir.), Dictionnaire d'Histoire maritime, éditions Robert Laffont, coll. « Bouquins », 2002
- Étienne Taillemite, Dictionnaire des marins français, Paris, éditions Tallandier, 2002, 573 p. (ISBN 2-84734-008-4)
- François Cochet (dir.) et Rémy Porte (dir.), Dictionnaire de la Grande guerre 1914-1918, Paris, Éditions Robert Laffont, coll. « Inédit ; Bouquins », 2008, 1120 p. (ISBN 978-2-221-10722-5, OCLC 265644254).
- Brigitte Delluc, Gilles Delluc, « De Bangkok à Eugène Le Roy », Bulletin de la Société historique et archéologique du Périgord, 2007, tome 134, 2e livraison, p. 321-326, ill. (lire en ligne)
- Brigitte Delluc, Gilles Delluc, « Note sur l’amiral Louis Dartige du Fournet et les Arméniens », Bulletin de la Société historique et archéologique du Périgord, 2010, tome 137, 2e livraison, p. 284-285, ill. (lire en ligne)
- Brigitte Delluc, Gilles Delluc, « Trois faits d'armes de Louis Dartige du Fournet, officier de marine », Bulletin de la Société historique et archéologique du Périgord, 2015, tome 142, p. 227-236, ill.